# Самад-хан Мукаддам
Самад-хан Мукаддам (азерб. مقدم  خان  صمد, Hacı Səməd xan Müqəddəm, перс. مقدم  خان  صمد‎; род. 1852 — ум. 1914) — генерал-майор персидской армии. Известен также под именем Шуджа-уд-довла.

## Биография
Гаджи Самад-хан родился в 1852 года в азербайджанской семье в городе Мараге Иранского Азербайджана и был старшим сыном Искандер-хана Мукаддама. Он стал хакимом после смерти своего отца в начале января 1880 года.

### Конституционный период
Годы Конституционной революции в Иране явились первым сигналом эрозии патримониальной власти Мукаддамов. Самад-хан Шуджа уд-довла Мукаддам унаследовал власть от своего отца Искендер-хана в конце 80-х годов XIX века и правил вплоть до 1914 года. Период его правления был сложным в связи с частыми набегами курдских и азербайджанских племён, а также вторжениями российских и турецких войск. Самад-хан был постоянно занят обеспечением безопасности ханства. Это был также период общественного волнения, связанного с распространением идей конституционализма и парламентаризма среди наиболее интеллектуальных и политически активных прослоек общества империи Каджаров. Самад-хан постарался быстро подавить подобное движение в Марагинском ханстве. В Мараге конституционалисты были в основной своей массе разогнаны, а их лидеры арестованы. 

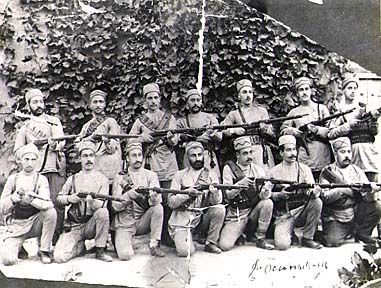
Группа иранских конституционалистов в Тебризе, 1909 год

 Самад-хан рассматривал Конституционное движение как угрозу себе, своей автономии и своим особым отношениям с шахами Каджарской династии. В 1907—1909 гг. Самад-хан полностью отрезал Марагинское ханство от влияния конституционалистов. Когда в 1907 году конституционалисты попытались открыть в Мараге «новую» школу (отличающуюся от традиционных духовных учебных заведений), но хан немедленно закрыл её и арестовал основателей. В своей антиконституционалистской деятельности Самад-хан пользовался поддержкой Мохаммед Али-шаха. Бомбардировка шахом Иранского Меджлиса в июне 1908 года привела к гражданской войне, в которой сторонники шахской власти нападали на конституционалистов по всей территории Ирана. Самад-хан осадил Табриз, находившийся в руках конституционалистов, и практически сумел войти в город, однако вынужден был отступить, когда города Марага и Бинаб, основные центры его владений, были захвачены конституционалистами. В феврале 1909 года Самад-хан снова осадил Табриз, что привело к голоду среди жителей города.

Самад-хан (в центре) в окружении офицеров из племени мукаддам. Тебриз — 1912 год

Войска Самад-хана совместно с войсками Рахим-хана — предводителя племени караджедагцев — к весне 1909 года заняли все прилегающие к городу районы. В апреле конституционалисты согласились на переговоры, однако в конце апреля осада была снята российскими войсками, захватившими Тебриз по официально выраженной причине — «для облегчения страданий иностранных граждан». Российские войска разоружили конституционалистов и установили контроль над городом. Самад-хан поддерживал тесные связи с российскими войсками и, по-видимому, продолжал контролировать районы вокруг Табриза.
Период второго парламента (1909—1911) практически не повлиял на Южный Азербайджан из-за отказа ханов признавать центральное правительство в Тегеране и присутствия российских войск на севере Ирана. В июле 1911 года Мохаммед Али-шах вернулся в Иран и, пользуясь поддержкой российских войск, попытался вернуть себе трон и свергнуть конституционалистов. Самад-хан предложил свои войска шаху и, объединившись с войсками брата шаха Салар уд-Далеха, правителя Хамадана, атаковал конституционалистов. Однако Мохаммед Али-шах потерпел неудачу и в октябре 1911 года вынужден был покинуть Иран. Тем временем российские войска, под предлогом восстановления порядка, захватили весь Южный Азербайджан. Самад-хану была предложена должность генерал-губернатора Азербайджана, на которой он находился с 1911 по 1914 годы. Во время своего правления в Тебризе он полностью игнорировал правительство в Тегеране, а прибывавшие из Тегерана официальные лица «запугивались и изгонялись».
Владимир Александрович Шуф, русский поэт и военный корреспондент, так описывал Самад-хана в 1912 году в своей корреспонденции:
История Самад-хана очень любопытна. Властитель Мараги, а теперь всего Азербайджана, был таким же разбойником, как все рыцари и феодальные бароны мрачного средневековья. На его голове до самого лба сохранился глубокий шрам от сабельного удара, и Самад-хан тщательно прячет его под персидской шапкой. Говорят, что однажды он был привязан к пушке для расстрела, но подкупом увернулся от казни... Представьте себе типичного запорожского казака или гетмана, Тараса Бульбу, старого Дорошенко, — и вы увидите Самад-хана. Длинные седые усы, совсем хохлацкие, низко опускались под орлиным носом. Бороды не было. Под усами играла приветливая улыбка, но глаза, гордые и властные, грозно сверкали. Такого орлиного взгляда я не ожидал встретить у старика.
В 1914 году Самад-хан отправился в Москву для лечения рака, однако скончался там, и его тело было возвращено в Марагу. Так как Самад-хан был бездетен, то управлять ханством стал его племянник Искандар-хан Сардар Насер Мукаддам, который был женат на принцессе Каджаров. Искандар-хан замещал Самад-хана в Мараге с 1911 по 1914 годы, пока последний находился в Тебризе, управляя Южным Азербайджаном. Правление Искандар-хана продолжалось до 1925 года.